# The Home Cure
The Home Cure è un cortometraggio muto del 1915 scritto, diretto e interpretato da Sidney Drew.

## Produzione
Il film fu prodotto dalla Vitagraph Company of America.

## Distribuzione
Distribuito dalla General Film Company, il film - un cortometraggio in una bobina - uscì nelle sale cinematografiche statunitensi il 3 dicembre 1915. La Favorite Films ne distribuì la riedizione l'8 aprile 1918.